# Discorso interno
Il discorso interno o linguaggio interiore è il linguaggio mentale silenzioso e personale che usiamo per dialogare con noi stessi.  Comincia a svilupparsi dopo i 7/8 anni di età. Quando viene monopolizzato da un argomento che assume carattere ossessivo si parla di ruminazione mentale.
Essendo un linguaggio soggettivo "per sé stessi", ipotizzando una sua registrazione risulterebbe incomprensibile a chiunque, in quanto formato da estreme abbreviazioni, sintatticamente formato da soli predicati in quanto il soggetto è dato per scontato, ricco di cambi di paradigma "ipertestuali" con immagini o fantasie esclusive.
Per queste caratteristiche il discorso interno risulta monologo, sotto questo aspetto più simile al linguaggio scritto piuttosto che al linguaggio orale che è invece essenzialmente dialogico.

## Storia
Secondo George Armitage Miller il linguaggio interno viene inteso come "linguaggio meno suono", ovvero muto. John Watson lo ritenne come fosse il linguaggio esteriore non portato a compimento. Vladimir Michajlovič Bechterev un semplice riflesso verbale inibito nella sua parte motoria. Ivan Michajlovič Sečenov un riflesso interrotto a due terzi del suo tragitto. M.Shilling propose per dirimere le ambiguità di utilizzare per queste interpretazioni la definizione "verbalizzazione interiore", per quella funzione parziale del "linguaggio interiore". Secondo Kurt Goldstein lo definisce poi genericamente come tutto quello che precede un atto motorio verbale, che quindi includerebbe anche il pensiero.

## Gli studi di Vygotskij sul linguaggio interno
(Vygotskij)
Lev Semënovič Vygotskij è uno dei primi studiosi ad analizzare gli aspetti psicologici della formazione del discorso interno, studiando in particolar modo la sua genesi tramite il comportamento del bambino.
Un altro aspetto indagato anche da Jean Piaget è il "linguaggio egocentrico" tipicamente espresso nel monologo collettivo dei bambini. Si tratta di una fase evolutiva intermedia tra il discorso come mezzo di comunicazione con altri e il discorso "per se stessi" interno. Secondo Vygotskij invece di scomparire con l'età, il linguaggio egocentrico si trasforma in linguaggio interiore.
(Ivanov 1965)

## Caratteristiche del discorso interno
Il discorso interno è sostanzialmente diverso da quello esterno.
(Vygotskij)
Innanzitutto si tratta di un discorso in cui i due interlocutori coincidono e per questo motivo:
- Ci sono poche possibilità di equivoco comunicativo;
- Non si subisce l'influenza (negativa o positiva che sia) di un ascoltatore altro da sé stessi;
- Non è necessario esplicitare i concetti.

Nel discorso interno si omettono soggetti e complementi oggetti, perché non indispensabili alla comprensione, dato che fanno parte della memoria individuale.
(Vygotskij)
In questo senso il discorso interno è caratterizzato da una forte predicatività e da collegamenti multidirezionali.
Inoltre possono essere omessi gli aggettivi, perché vengono sostituiti da immagini visive. Queste ultime, insieme alle sensazioni, sono fondamentali nel discorso interno. L'io invece di formulare intere frasi, richiama immagini immagazzinate nella memoria.
(Vygotskij)
La sintassi del discorso interno, diversamente da quella del discorso esterno, non è lineare.
(Vygotskij)

## Traduzione interlinguistica
Nella scienza della traduzione il concetto di discorso interno è fondamentale e rivoluziona il modo più tradizionale di considerare il processo traduttivo. La lettura e l'ascolto sono processi che trasformano il linguaggio verbale in discorso interno.
La lettura, per esempio, ha come prototesto un testo scritto e come metatesto una serie di ipotesi sullo scopo dell'autore nello scrivere il testo. Il metatesto è quindi verbale e non mentale. Dato che il codice interno non è verbale, la lettura è una traduzione intersemiotica.
(Vygotskij 1934:347)
Anche la scrittura è una traduzione intersemiotica, il cui prototesto è il materiale mentale e il cui metatesto è materiale verbale.
Considerando lettura e scrittura in quest'ottica, la traduzione interlinguistica si configura come un processo traduttivo intersemiotico doppio.

## Linguaggi discreti e continui
Quelli discreti sono linguaggi nei quali si possono distinguere i segni di cui sono composti.
Nei linguaggi non discreti o continui il testo non è divisibile in segni.
(Jurij Michajlovič Lotman)
Il discorso interno è continuo, perché pensiamo in termini di senso e non di parole, mentre il linguaggio verbale è discreto e limitato (per esempio il numero di parole non è infinito). Il discorso interno è più ricco del discorso esterno, quindi nella traduzione dal primo al secondo avviene una sintesi, che comporta un residuo traduttivo.